# Senegal nos Jogos Olímpicos de Verão de 2020
O Senegal competiu nos Jogos Olímpicos de Verão de 2020 em Tóquio. Originalmente programados para ocorrerem de 24 de julho a 9 de agosto de 2020, os Jogos foram adiados para 23 de julho a 8 de agosto de 2021, por causa da pandemia COVID-19. Será a 15ª participação da nação nas Olimpíadas de Verão.

## Competidores
Abaixo está a lista do número de competidores nos Jogos.
| Esporte       | Masculino | Feminino | Total |
| ------------- | --------- | -------- | ----- |
| Atletismo     | 1         | 0        | 1     |
| Canoagem      | 1         | 0        | 1     |
| Esgrima       | 0         | 1        | 1     |
| Judô          | 1         | 0        | 1     |
| Lutas         | 1         | 0        | 1     |
| Natação       | 1         | 1        | 2     |
| Tênis de mesa | 1         | 0        | 1     |
| Tiro          | 0         | 1        | 1     |
| Total         | 6         | 3        | 9     |

## Atletismo
Senegal recebeu vaga de universalidade da World Athletics para enviar um atleta às Olimpíadas.
- Nota– As posições para os eventos de pista são em relação à bateria do atleta
- Q = Qualificado para a próxima fase
- q = Qualificado para a próxima fase como o perdedor mais rápido ou, em eventos de campo, pela posição sem atingir o alvo para qualificação
- NR = Recorde nacional
- N/A = Fase não aplicável para o evento
- Bye = Atleta não precisou disputar aquela fase

Eventos de pista e estrada
| Atleta               | Evento                        | Eliminatória | Eliminatória | Quartas-de-final | Quartas-de-final | Semifinal | Semifinal | Final     | Final   |
| Atleta               | Evento                        | Resultado    | Posição      | Resultado        | Posição          | Resultado | Posição   | Resultado | Posição |
| -------------------- | ----------------------------- | ------------ | ------------ | ---------------- | ---------------- | --------- | --------- | --------- | ------- |
| Louis François Mendy | 110 m com barreiras masculino |              |              |                  |                  |           |           |           |         |

## Canoagem

### Slalom
Canoístas senegaleses qualificaram um barco para cada uma das seguintes classes no Campeonato Africano de Canoagem Slalom em La Seu d'Urgell, Espanha.
| Atleta | Evento              | Preliminar           | Preliminar | Preliminar | Preliminar | Preliminar     | Preliminar | Semifinal | Semifinal | Final | Final   |
| Atleta | Evento              | Descida 1            | Posição    | Descida 2  | Posição    | Melhor descida | Posição    | Tempo     | Posição   | Tempo | Posição |
| ------ | ------------------- | -------------------- | ---------- | ---------- | ---------- | -------------- | ---------- | --------- | --------- | ----- | ------- |
|        | Jean-Pierre Bourhis | Slalom C-1 masculino |            |            |            |                |            |           |           |       |         |

## Esgrima
Senegal inscreveu uma esgrimista para a competição olímpica. Ndèye Bineta Diongue conquistou a vaga na espada feminina após vencer a final do Qualificatório Zonal Africano no Cairo, Egito.
| Atleta               | Evento            | Fase de 64           | Fase de 32           | Oitavas de final     | Quartas de final     | Semifinais           | Final                | Final |
| Atleta               | Evento            | Adversário resultado | Adversário resultado | Adversário resultado | Adversário resultado | Adversário resultado | Adversário resultado | Pos.  |
| -------------------- | ----------------- | -------------------- | -------------------- | -------------------- | -------------------- | -------------------- | -------------------- | ----- |
| Ndèye Bineta Diongue | Espada individual |                      |                      |                      |                      |                      |                      |       |

## Judô
Senegal qualificou um judoca para a categoria pesado masculino (+100 kg) nos Jogos. O campeão dos Jogos Pan-Africanos de 2019 Mbagnick Ndiaye aceitou uma vaga continental da África como judoca de melhor ranking da nação fora da posição de qualificação direta no Ranking Mundial da IJF de 28 de junho de 2021.
| Mbagnick Ndiaye | +100 kg |  |  |  |  |  |  |  |

## Lutas
Senegal qualificou um lutador para a categoria livre 65 kg masculino na competição olímpica, após chegar à final do Torneio de Qualificação Olímpica da África e Oceania de 2021 em Hammamet, Tunísia.
Chave:
- VT (pontos de classificação: 5–0 ou 0–5) – Vitória por queda
- VB (pontos de classificação: 5–0 ou 0–5) – Vitória por lesão (VF por WO, VA por desistência ou desqualificação)
- PP (pontos de classificação: 3–1 ou 1–3) – Decisão por pontos – o perdedor com pontos técnicos.
- PO (pontos de classificação: 3–0 ou 0–3) – Decisão por pontos – o perdedor sem pontos técnicos.
- ST (pontos de classificação: 4–0 ou 0–4) – Grande superioridade – o perdedor sem pontos técnicos e uma margem de vitória de pelo menos 8 (Greco-Romana) ou 10 pontos (livre).
- SP (pontos de classificação: 4–1 ou 1–4) – Superioridade técnica – o perdedor com pontos técnicos e uma margem de vitória de pelo menos 8 (Greco-Romana) ou 10 pontos (livre).

Luta livre masculino
| Atleta       | Evento           | Oitavas de final     | Quartas de final     | Semifinal            | Repescagem           | Final / BM           | Final / BM |
| Atleta       | Evento           | Adversário Resultado | Adversário Resultado | Adversário Resultado | Adversário Resultado | Adversário Resultado | Posição    |
| ------------ | ---------------- | -------------------- | -------------------- | -------------------- | -------------------- | -------------------- | ---------- |
| Adama Diatta | −65 kg masculino |                      |                      |                      |                      |                      |            |

## Natação
Senegal recebeu vagas de universalidade da FINA para enviar os nadadores de melhor ranking (um por gênero) para seus respectivos eventos individuais nas Olimpíadas, baseado no Ranking de Pontos da FINA de 28 de junho de 2021.
| Atleta          | Evento                    | Eliminatória | Eliminatória | Semifinal | Semifinal | Final | Final   |
| Atleta          | Evento                    | Tempo        | Posição      | Tempo     | Posição   | Tempo | Posição |
| --------------- | ------------------------- | ------------ | ------------ | --------- | --------- | ----- | ------- |
| Steven Aimable  | 100 m borboleta masculino |              |              |           |           |       |         |
| Jeanne Boutbien | 100 m borboleta feminino  |              |              |           |           |       |         |

## Tênis de mesa
Senegal inscreveu um atleta para a competição olímpica do tênis de mesa pela primeira vez em 16 anos. Ibrahima Diaw conseguiu uma vitória na semifinal para garantir uma das quatro vagas disponíveis no individual masculino durante o Torneio Africano de Qualificação Olímpica de 2020 em Túnis, Tunísia, marcando o retorno da nação ao esporte desde 2004.
| Atleta        | Evento            | Preliminar           | Rodada 1             | Rodada 2             | Rodada 3             | Oitavas              | Quartas              | Semifinal            | Final                | Final |
| Atleta        | Evento            | Adversário resultado | Adversário resultado | Adversário resultado | Adversário resultado | Adversário resultado | Adversário resultado | Adversário resultado | Adversário resultado | Pos.  |
| ------------- | ----------------- | -------------------- | -------------------- | -------------------- | -------------------- | -------------------- | -------------------- | -------------------- | -------------------- | ----- |
| Ibrahima Diaw | Simples masculino |                      |                      |                      |                      |                      |                      |                      |                      |       |

## Tiro
Pela primeira vez desde Los Angeles 1984, Senegal recebeu um convite da ISSF para enviar a atleta nascida na Itália Chiara Costa no skeet feminino para as Olimpíadas, contanto que tivesse atingido a marca de qualificação mínima (MQS) até 6 de junho de 2021.
| Atleta       | Evento         | Qualificação | Qualificação | Final  | Final   |
| Atleta       | Evento         | Pontos       | Posição      | Pontos | Posição |
| ------------ | -------------- | ------------ | ------------ | ------ | ------- |
| Chiara Costa | Skeet feminino |              |              |        |         |